# 香洲区
香洲区（こうしゅうく）は中国広東省珠海市に位置する市轄区。

## 歴史
旧来は香山県（1925年に中山県と改称）の管轄であったが、1953年に珠海県に移管、1959年には香洲（漁民）公社が設置され、1961年に香洲鎮と改称された。1979年に香洲区とされ、さらに1984年に市轄区に昇格し現在に至る。

## 行政区画

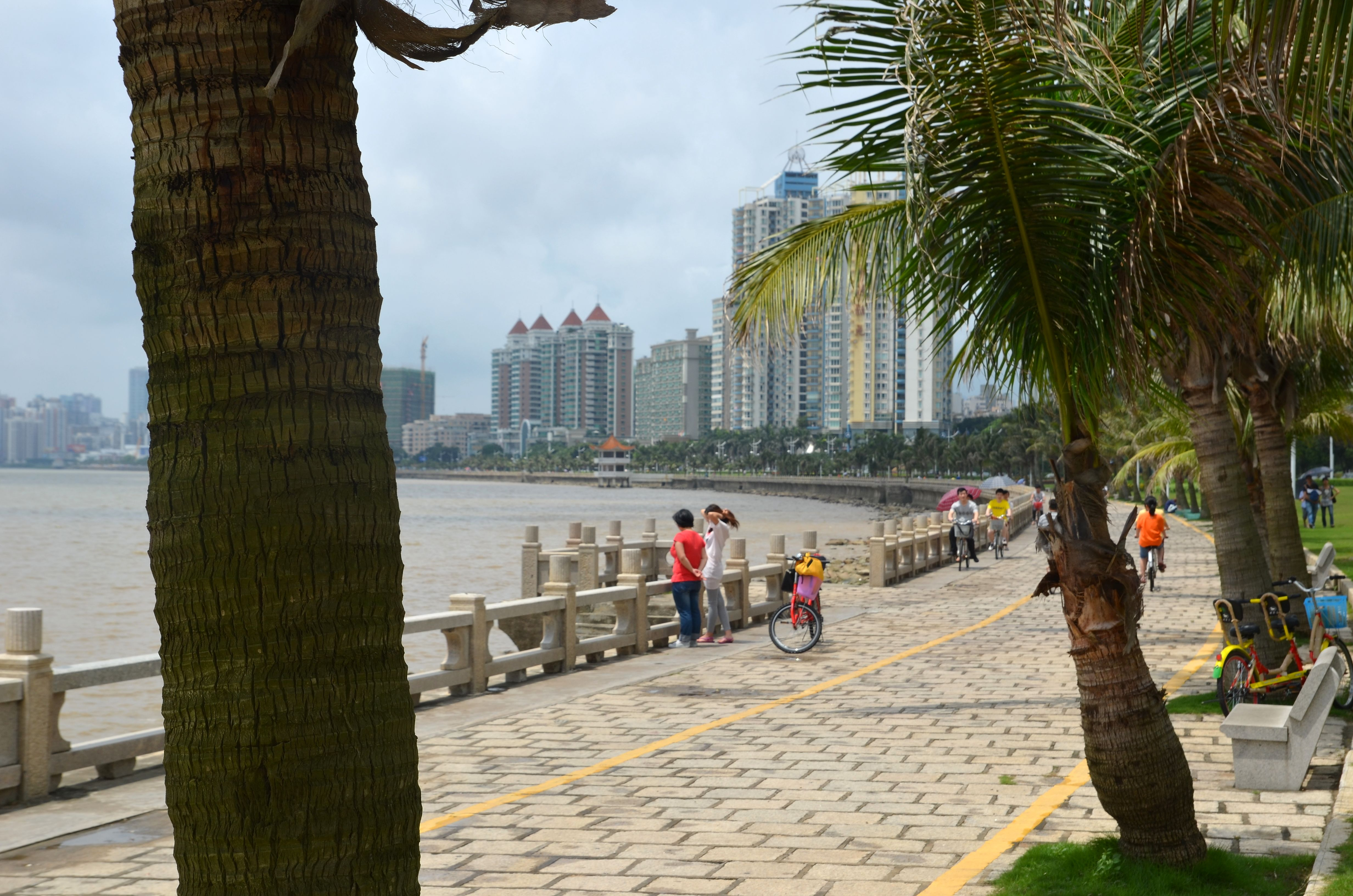
情侶路

9街道、6鎮を管轄する。このうち実質的には、唐家湾鎮は珠海高新技術産業開発区が管轄しており、桂山鎮、万山鎮、担杆鎮は珠海万山海洋開発試験区が管轄しており、横琴鎮は横琴粤澳深度合作区が管轄している。
- 街道
  - 翠香街道、梅華街道、前山街道、吉大街道、拱北街道、香湾街道、獅山街道、湾仔街道、鳳山街道
- 鎮
  - 唐家湾鎮、南屏鎮、横琴鎮、桂山鎮、万山鎮、担杆鎮

## 交通

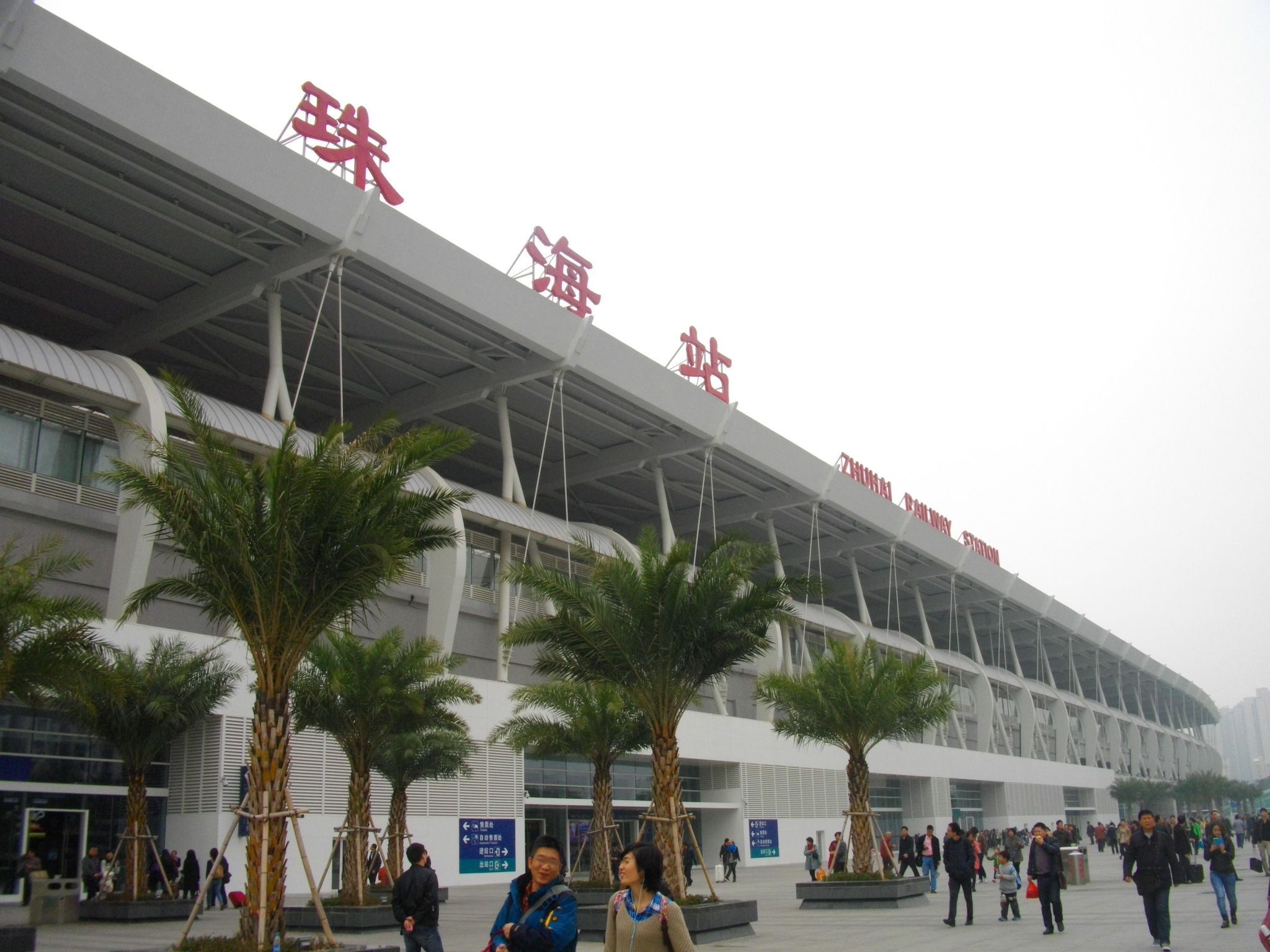
珠海駅

### 鉄道
- 中国鉄路総公司
  - 広珠都市間鉄道

（広州方面）- 珠海北駅 - 唐家湾駅 - 明珠駅 - 前山駅 - 珠海駅
- 珠海有軌電車
  - 1号線

### 道路
- 高速道路
  - 広澳高速道路
  - 珠三角地区環状高速道路
  - 西部沿海高速道路
  - 広澳高速道路珠海支線
- 国道
  - G105国道

### 港湾
- 九州港：深圳蛇口、マカオ内港などの定期航路がある。

### 国境
- 拱北口岸 : マカオとの陸路区境。香洲区中部に位置し、マカオ半島のかつての陸繋島のトンボロ付近のマカオ北端部に面する。
- 横琴口岸 : マカオとの陸路区境。香洲区南部の横琴島東岸に位置し、マカオ南部のコロアネ島とタイパ島をつなぐ埋立地、コタイ西部に面する。

座標: 北緯22度13分05秒 東経113度30分03秒 / 北緯22.21806度 東経113.50083度